# Mitro Repo
Mitro Repo eller Fader Mitro (finska: Isä Mitro), född 3 september 1958 i Helsingfors, är präst i Finska ortodoxa kyrkan och politiker. Han var ledamot av Europaparlamentet från 2009 till 2014. Han är en känd författare och föreläsare, som utnämndes till Årets talare av finska talkommunikationslärare 2005. Han har skrivit två böcker, vilka huvudsakligen handlar om den ortodoxa tron.
Mitro Repo var redan mediakändis när han 2009 påbörjade en politisk karriär. Han invaldes då till Europaparlamentet för Socialdemokraterna. Han fick totalt 71 829 röster, 25 000 röster fler än karriärpolitikern Liisa Jaakonsaari, som fick socialdemokraternas andra mandat i valet. I EU-valet 2014 fick Repo endast 8 820 röster och kunde inte förnya sitt mandat.
Mitro Repo har varit präst i Helsingfors ortodoxa församling, men avstängdes av kyrkans biskopsmöte från prästämbetet, eftersom han blivit politiskt aktiv. Han kan anhålla om att återuppta prästämbetet igen efter avslutande av den politiska karriären.

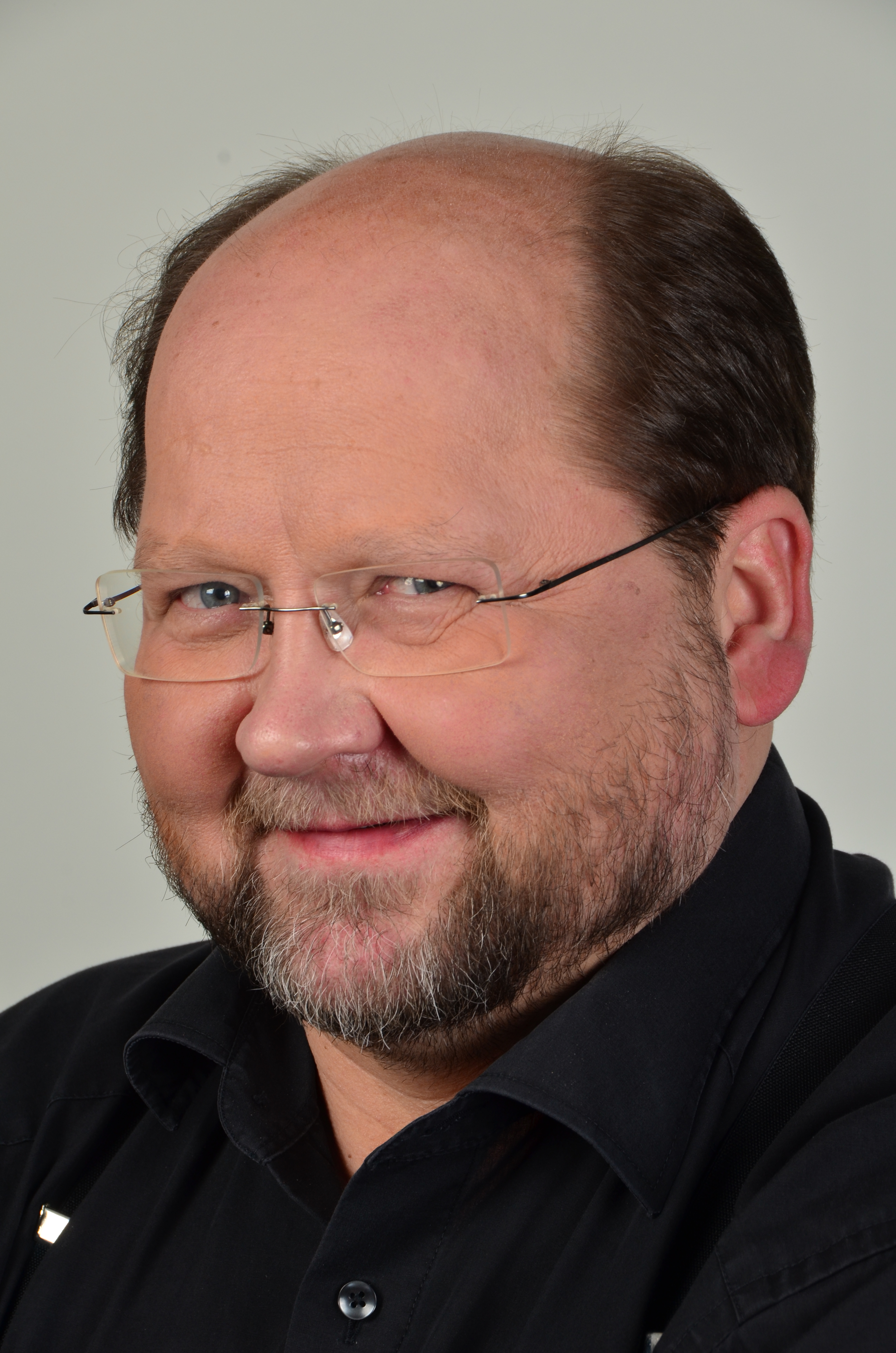
Fader Mitro